# IPPV
IPPV ist in der Intensiv- und Notfallmedizin eine Abkürzung für intermittent positive pressure ventilation (deutsch: Beatmung mit intermittierend positivem Druck) und bezeichnet eine bestimmte, volumenkontrollierte Form der Beatmung mit einem Beatmungsgerät. Diese Beatmungsmethode wurde in den 1950er Jahren durch den dänischen Arzt Björn Ibsen zur Behandlung der Poliomyelitis-Erkrankung weiterentwickelt.
Synonym zur Abkürzung IPPV wird heute häufiger der Begriff Volume Controlled Ventilation verwendet und mit VCV abgekürzt.
Es handelt sich um eine sogenannte volumenkontrollierte Beatmung, d. h. die Beatmungsmaschine versucht, das Volumen konstant zu halten, und variiert dafür den Beatmungsdruck. Bei dieser Beatmungsform sinkt der Luftdruck in den Atemwegen am Ende der Ausatmung (Exspiration) auf 0 mmHg ab, erreicht jedoch keine negativen Werte. 
Häufiger wird heute meist die druckkontrollierte Beatmungsform genutzt. Sie gibt zwei unterschiedliche Druckniveaus vor, einen für die Einatmung und einen für die Ausatmung. Man nennt diese Beatmung Bilevel oder BIPAP, bei der auch am Ende der Exspiration noch ein positiver Druck (PEEP) in den Atemwegen herrscht.
Die S-IPPV-Beatmung (Synchronized Intermittent Positive Pressure Ventilation) ist eine synchronisierte IPPV-Beatmung. Hier werden Atembemühungen des Patienten („Trigger“) erkannt und synchronisiert unterstützt.